# Club des villes et territoires cyclables et marchables
Pour les articles homonymes, voir CVC.
Le Club des villes et territoires cyclables et marchables ou CVTCM (anciennement, Club des villes cyclables ou CVC, puis Club des villes et territoires cyclables ou CVTC) créé en 1989 par 8 villes, rassemblait plus de 1 500 collectivités territoriales : communes, agglomérations, départements, régions, représentant plus de 40 millions d’habitants au moment de sa fusion fin 2024. Il agit pour promouvoir l’usage des modes actifs et les politiques d’aménagement urbain.

## Historique
Le Club des villes cyclables tire son origine d'une première Rencontre nationale des villes cyclables organisée à Bordeaux le 28 octobre 1988 par une conseillère municipale chargée des deux-roues, Hélène Desplats.
Le Club des villes cyclables est ensuite créé le 23 février 1989 par 8 villes (Bordeaux, Toulouse, Quéven, Strasbourg, Arès, Lorient, Saumur, Mérignac), 5 organismes (CAUE 33, ADTS, Centre d’études des transports urbains, Chambre syndicale du cycle et Fédération française des usagers de la bicyclette) et 4 personnes physiques (Jacques Chaban-Delmas, député maire de Bordeaux, Jean-Louis Granger, Edith Metzger et André Schoell). Il devient en 2008 le Club des villes et territoires cyclables, puis en 2022 le Club des villes et territoires cyclables et marchables. En janvier 2022, il rassemble 140 communes, 66 intercommunalités représentant 2377 communes, 2 départements et 5 régions, ainsi que 8 syndicats et autorités organisatrices de la mobilité.
En juillet 2012, le Club des villes et territoires cyclables lance, en s'inspirant de la Grande-Bretagne, un club des parlementaires pour le vélo afin de promouvoir ce dernier.
En 2023, le Club des villes et territoires cyclables et marchables et l'association Vélo et Territoires, qui fédère aussi des collectivités locales prévoient de fusionner en 2025. La priorité de l'action de l'association en 2024 est la réduction des conflits d'usage.
L'association issue de la fusion est fondée au 1er janvier 2025 sous le nom de Réseau vélo et marche. Elle se mobilise pour que le Plan vélo de l'Etat ne soit pas abandonné par le projet de lois de finances 2025.

## Publications
- Ville & Vélo (magazine, 5 numéros par an)
- « Les Français et le vélo en 2012, pratiques et attentes. Principaux résultats de l'enquête »
- « Les politiques en faveur des cyclistes et des piétons dans les villes françaises. Résultats synthétiques de l'enquête nationale 2012/2013 »
- « Les politiques en faveur des cyclistes et des piétons dans les villes françaises. Résultats synthétiques de l'enquête nationale 2010/2011 »
- « Le vélo, remède anti-crise. Les 10 propositions du Club des villes et territoires cyclables »
- « Cycling made in France. Les acteurs français du vélo », Juin 2015

## Présidents successifs
| Période   | Identité            | Territoire     |
| --------- | ------------------- | -------------- |
| 1989      | Hélène Desplats     | Bordeaux       |
| 1990      | Serge Morin         | Lorient        |
| 1991      | Philippe Dufetelle  | Toulouse       |
| 1992      | Roland Ries         | Strasbourg     |
| 1993      | Richard Cazenave    | Isère          |
| 1994-1996 | Christian Benoît    | Rennes         |
| 1996-1998 | Charles Gautier     | Saint-Herblain |
| 1998-2001 | Michel Gilbert      | Grenoble       |
| 2001-2004 | Jean Perdoux        | Annecy         |
| 2004-2008 | Denis Baupin        | Paris          |
| 2008-2014 | Jean-Marie Darmian  | Créon          |
| 2014-2021 | Pierre Serne        | Île-de-France  |
| 2021-2024 | Françoise Rossignol | Dainville      |

## Logotype
Le logotype du Club des villes et territoires cyclables représente une cycliste habillée d'une écharpe rouge.